# Alma Bennett
Pour les articles homonymes, voir Bennett.
Alma Bennett, née Alma Long, le 9 avril 1904 à Seattle aux États-Unis, morte le 16 septembre 1958 à Los Angeles aux États-Unis, est une actrice américaine du cinéma muet.

## Biographie
Alma Bennett apparaît dans 64 films entre 1915 et 1931. Elle est enterrée à Chapel of the Pines Crematory (en) à Los Angeles.

### Vie privée
Elle se marie à trois reprises : son premier mari est Frederick Clayton Bennett avec qui elle est mariée de 1924 à 1928, jusqu'au divorce. Puis elle épouse Harry Spingler, en 1929. Celui-ci meurt en 1953. Enfin, son dernier mari est Blackie Whiteford, de 1954 à 1958.

## Filmographie
La filmographie d'Alma Bennett, comprend les films suivants : 
- 1919 : His Friend's Trip
- 1919 : His Master's Voice
- 1919 : The Right to Happiness
- 1920 : Thieves' Clothes (en)
- 1920 : Pick Out Your Husband
- 1920 : Somebody Lied
- 1920 : Too Many Burglars
- 1920 : Wives and Old Sweethearts
- 1921 : Le cœur nous trompe (titre original : The Affairs of Anatol)
- 1922 : Flaming Hearts
- 1922 : Smiling Jim
- 1922 : Without Compromise
- 1923 : L'Image aimée (titre original : The Face on the Bar-Room Floor)
- 1923 : Three Jumps Ahead
- 1923 : Man's Size
- 1923 : The Grail
- 1924 : The Silent Watcher
- 1924 : Triumph
- 1924 : The Cyclone Rider (en)
- 1924 : Her Boy Friend
- 1924 : Lilies of the Field
- 1924 : The Dawn of a Tomorrow
- 1924 : Why Men Leave Home
- 1925 : Le Monde perdu (titre original : The Lost World)
- 1925 : The Light of Western Stars
- 1925 : A Fool and His Money
- 1925 : A Sweet Pickle
- 1925 : Battling Travers
- 1925 : Don't Tell Dad
- 1925 : The Price of Success
- 1926 : A Blonde's Revenge
- 1926 : Brooding Eyes
- 1926 : Don Juan's 3 Nights
- 1926 : Meet My Girl
- 1926 : The Silent Lover
- 1926 : The Thrill Hunter
- 1927 : Sa dernière culotte (titre original : Long Pants)
- 1927 : Orchids and Ermine
- 1927 : A Hollywood Hero
- 1927 : Catalina, Here I Come
- 1927 : Compassion
- 1927 : Daddy Boy
- 1927 : Gold Digger of Weepah
- 1927 : Smith's Modiste Shop
- 1927 : The Golf Nut
- 1927 : The Jolly Jilter
- 1927 : The Plumber's Daughter
- 1928 : The Best Man
- 1928 : The Grain of Dust (en)
- 1928 : Motorboat Mamas
- 1928 : The Burglar
- 1928 : The Campus Carmen
- 1928 : The Good-Bye Kiss de Mack Sennett
- 1928 : The Head of the Family
- 1929 : Girl Crazy de Mack Sennett
- 1929 : Midnight Daddies de Mack Sennett
- 1929 : My Lady's Past
- 1929 : New Orleans
- 1929 : Painted Faces
- 1929 : Two Men and a Maid
- 1929 : Uncle Tom
- 1930 : Hail the Princess
- 1931 : The Great Pie Mystery